# Goodies (album)
Goodies – debiutancki album amerykańskiej piosenkarki R&B Ciary. Gościnnie wystąpili na nim Ludacris, Missy Elliott, Petey Pablo i R. Kelly. Pablo można usłyszeć na pierwszym singlu "Goodies", Missy Elliott rapuje w "1, 2 Step", a Ludacris w trzecim singlu "Oh". "And I" to najmniej popularny i jedyny bez gościnnego występu singel z albumu.

## Lista utworów
| #   | Tytuł |      |
| --- | --- | ---- |
| 1.  | "Goodies" (featuring Petey Pablo) Autorzy: Jonathan Smith, Sean Garrett, Ciara Harris, Craig Love, LaMarquis Jefferson Producent(ci): Lil Jon       | 3:43 |
| 2.  | "1, 2 Step" (featuring Missy Elliott) Autorzy: Ciara Harris, Phalon Alexander, Missy Elliott Producers: Jazze Pha                                   | 3:23 |
| 3.  | "Thug Style" Autorzy: Ciara Harris, Phalon Alexander, Johnta Austin Producent(ci): Jazze Pha                                                        | 4:25 |
| 4.  | "Hotline" Autorzy: Ciara Harris, Shondrae Crawford Producent(ci): Shondrae "Bangladesh" Crawford                                                    | 3:23 |
| 5.  | "Oh" (featuring Ludacris) Autorzy: Ciara Harris, Andre Harris, Vidal Davis, Christopher Bridges Producent(ci): Dre & Vidal                          | 4:16 |
| 6.  | "Pick Up the Phone" Autorzy: Ciara Harris, Phalon Alexander, Johnta Austin Producent(ci): Jazze Pha                                                 | 3:48 |
| 7.  | "Lookin' at You" Autorzy: Ciara Harris, Phalon Alexander, Johnta Austin Producent(ci): Jazze Pha                                                    | 3:35 |
| 8.  | "Ooh Baby" Autorzy: Keri Hilson, Sean Garrett, Harold Lang Producent(ci): Flash Technology                                                          | 3:37 |
| 9.  | "Next to You" (featuring R. Kelly) Autorzy: R. Kelly Producent(ci): R. Kelly                                                                        | 3:13 |
| 10. | "And I" Autorzy: Ciara Harris, Adonis Shropshire Producent(ci): Adonis Shropshire                                                                   | 3:53 |
| 11. | "Other Chicks" Autorzy: Ciara Harris, Lakiesha Miles, Demetrius Spencer Producent(ci): French                                                       | 4:21 |
| 12. | "The Title" 1 Autorzy:Ciara Harris, Jasper Cameron, Skip Scarborough Producent(ci): Jasper Cameron                                                  | 4:21 |
| 13. | "Goodies" (featuring T.I. and Jazze Pha) Autorzy: Jonathan Smith, Sean Garrett, Ciara Harris, Craig Love, LaMarquis Jefferson Producent(ci):Lil Jon | 4:21 |

- Europejski i Japoński bonus

14. "Crazy" (Ciara Harris, Demetrius Spencer, Johnta Austin, Kevin Hicks) – 3:51
- Goodies & More Bonus

14. "Crazy" – 3:51
15. "Oh" (DJ Volume "South Beach" Remix) (featuring Ludacris) – 4:20
16. "1, 2 Step" (Don Candiani Reggaeton Mix) (featuring Missy Elliott) – 3:54
17. "Goodies" (Richard X Remix) (featuring M.I.A.) – 5:03